# Paul Carroll
Paul Carroll (ur. 16 maja 1986 w Forster) – australijski siatkarz, grający na pozycji atakującego. Carroll odznacza się bardzo dobrą zagrywką. Niewątpliwie jego wielkim autem jest także silny atak, wykonywany lewą ręką, co utrudnia rywalom blokowanie. Z Reprezentacją Australii uczestniczył w Mistrzostwach Świata Juniorów w Katarze, a także w MŚ 2006 w Japonii i kwalifikacjach do IO w 2008 roku. Był zawodnikiem Pepperdine University w Kalifornii, gdzie również kończył studia na wydziale Administracji Biznesowej.
Innym sportem, który lubi Paul, jest krykiet.
Na początku października 2020 roku poinformował, że zakończył karierę siatkarską.

## Sukcesy klubowe
Puchar Niemiec:
- 2011, 2016

Mistrzostwo Niemiec:
- 2012, 2013, 2014, 2016, 2017, 2018
- 2015
- 2011

Liga Mistrzów:
- 2015

Puchar CEV:
- 2016

## Sukcesy reprezentacyjne
Mistrzostwo Azji i Oceanii:
- 2007

## Nagrody indywidualne
- 2011: Najlepszy zawodnik Pucharu Niemiec